# Desoxiadrenalina
Desoxiadrenalina, desoxiepinefrina, N-Metildopamina [carece de fontes?] ou epinina é um fármaco simpaticomimético e vasodilatador, formalmente derivado da dopamina através de um metil do seu grupo amino, ou derivado da adrenalina pela redução da hidroxila que não está ligada ao anel aromático.
Ela se encontra como um dos alcaloides do peiote, e é o produto da quebra da ibopamina.[carece de fontes?] Ela é usada no tratamento de insuficiência cardíaca congestiva.